# Berliner Schnauze
Berliner Schnauze è il terzo album da solista del rapper tedesco Bass Sultan Hengzt, pubblicato il 3 marzo 2006 dall'etichetta discografica Amstaff Murderbass.

## Tracce
1. Intro – 0.43
2. Seitdem ich rappe – 4.11
3. Rapper als Freund – 4.02
4. Skit 1 – 0.20
5. Clownrapper – 4.24
6. Playboy (feat. Bo$$bitch Berlin) – 3.05
7. 1001 Nacht (feat. King Orgasmus One & Bo$$bitch Berlin) – 4.12
8. Hör bitte auf – 4.11
9. Fick Ihn (feat. Afrob) – 3.40
10. Skit 2 – 0.36
11. Dafür hab ich dich nicht gebraucht – 3.23
12. Geld ist der Grund – 3.14
13. Millionär – 3.37
14. Skit 3 – 0.38
15. Dumm fickt gut (feat. Fler) – 3.29
16. A.M.S.T.A.F.F. (feat. Automatikk) – 4.10
17. Keine Angst (feat. Godsilla) – 4.13
18. Down (feat. Fler) – 3.57
19. Skit 4 – 1.03
20. Komm klar – 4.00
21. Kennst du mich noch (feat. J-Luv) – 3.56
22. Goldkettentrend 2 (feat. Fler) – 3.19
23. So bin ich (feat. Sido) – 3.06
24. Berliner Schnauze – 3.49
25. Outro – 0.30